# Goya's Ghosts
Goya's Ghosts är en spansk-amerikansk film från 2006 i regi av Miloš Forman och skriven av honom och Jean-Claude Carrière. Rollerna spelas av bland andra Javier Bardem, Natalie Portman och Stellan Skarsgård. Filmen handlar om den spanske konstnären Francisco de Goya.

## Medverkande
- Natalie Portman – Inés Bilbatúa och Alicia
- Javier Bardem – Lorenzo Casamares
- Stellan Skarsgård – Francisco de Goya
- Randy Quaid – kung Karl IV av Spanien
- José Luis Gómez – Tomás Bilbatúa
- Unax Ugalde – Ángel Bilbatúa
- Michael Lonsdale – fader Gregorio
- Julian Wadham – Joseph Bonaparte